# Speed Rock
Speed Rock è una competizione di arrampicata di velocità, o speed, che si svolge annualmente sulla parete artificiale della Diga di Bissina (1.800 m), in Val di Daone (Provincia di Trento).
La gara è divenuta una tappa fissa della Coppa del mondo di arrampicata dalla stagione 2003.

## Descrizione
È una struttura sportiva unica nelle Alpi orientali ed una delle poche in Europa. Il successo di questa gara sta nel percorso: una parete di cemento armato posta a 90° e di 84 metri d'altezza, contiene due percorsi di gara che si sviluppano verticalmente e parallelamente per 25 metri (le altre tappe di Coppa si svolgono su tracciati di 15 metri), con difficoltà che variano da 5c a 6b. Simultaneamente gli atleti si sfidano nel tentativo di raggiungere la cima (il "top") nel minor tempo possibile.

## Albo d'oro
| Edizione | Uomini            | Donne             |
| -------- | ----------------- | ----------------- |
| 2001     | Tomasz Oleksy     | -                 |
| 2002     | Vladimir Zakharov | -                 |
| 2003     | Maksym Styenkovyy | Olena Ryepko      |
| 2004     | Sergey Sinitsyn   | Tatiana Ruyga     |
| 2005     | Tomasz Oleksy     | Olena Ryepko      |
| 2006     | Sergey Sinitsyn   | Valentina Yurina  |
| 2007     | Sergey Sinitsyn   | Valentina Yurina  |
| 2008     | Lukasz Swirk      | Edyta Ropek       |
| 2009     | Libor Hroza       | Edyta Ropek       |
| 2010     | Stanislav Kokorin | Edyta Ropek       |
| 2011     | Stanislav Kokorin | Alina Gaydamakina |
| 2012     | Yaroslav Gontaryk | Edyta Ropek       |

## Record
Il record maschile è stato stabilito nel 2010 dal russo Stanislav Kokorin in 12"33.
Il record femminile è stato stabilito nel 2012 dalla russa Alina Gaydamakina in 18"06.
Nel 2010 il record femminile fu stabilito da Sara Morandi in 21"65, e l'atleta chiuse al secondo gradino del podio.